# 장기 19세기
장기 19세기(The long 19th century)란, 역사가 에릭 홉스봄(Eric Hobsbawm)이 창안한 개념으로 1789년부터 1914년까지의 기간, 혹은 그 기간의 일련의 역사적 발전과정을 일컫는다. 1789년부터 1914년까지이 기간을 다룬 3부작의 저서에서 사용되었다.
홉스봄은 장기 19세기의 출발은 프랑스 혁명이며, 프랑스 혁명을 통해 유럽에서 왕정이 물러나고, 공화정이 보편화되었다고 설명한다. 홉스봄에 의하면 장기 19세기는 1차 세계대전으로 끝난다. 1차대전으로 인해 유럽을 휩쓸었던 자유주의의 물결이 사라진다. 1차대전으로 인해 19세기 기간 동안 지속된 유럽의 힘의 균형상태가 파괴되었다. 이 두가지 사건이 단순히 100년으로서의 19세기를 장기 19세기로 재정의하는 핵심적인 변화요소로 규정되었다.
홉스봄은 장기 19세기를 다루는 세 권의 책을 발표하였다. 첫 번째는 프랑스 혁명 기간을 주로 다룬 《혁명의 시대》(The Age of Revolution)로, 1789년부터 1848년까지를 포괄한다. 두 번째는 산업혁명을 주로 다룬 《자본의 시대》(The Age of Capital)로, 1848년부터 1875년까지를 포괄한다. 마지막은 제국주의를 주로 다룬 《제국의 시대》(The Age of Empire)로, 1875년부터 1914년까지를 포괄한다.

## 같이 보기
- 단기 20세기